# 조 그린

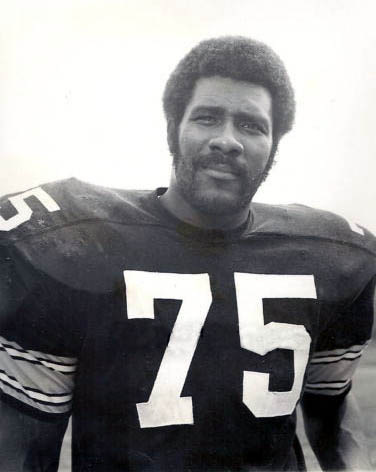

조 그린(Joe Greene, 1946년 9월 24일 ~ )은 미국의 배우, 텔레비전 배우, 영화배우이다.
템플에서 태어났다.

## 영화
- 더 스틸러 앤 더 피츠버그 키드 (1981년)
- 캘리포니아 돌스 (1981년)
- 스모키 밴디트 2 (1980년) - 본인 ('Mean Joe' Greene) 역
- 레이디 코코아 (1975년)